# Demokratur
Demokratur (teleskopord av demokrati och diktatur) är ett begrepp där de moderna demokratierna kritiseras för skendemokrati och bristande maktfördelning där det efterfrågas mer skydd mot majoritetsförtryck.
Ordets ursprung är oklart. Begreppet tillskrivs ofta den franske sociologen Gerard Mermet 1987, men har använts tidigare av andra personer. Till exempel användes det i tidningen Aftonbladet 1938, och av Erik Hagberg i en riksdagsdebatt den 15 maj 1946. Författaren Vilhelm Moberg använde ordet i en debattartikel i Dagens Nyheter den 14 december 1965, där han kritiserade ett regeringsförslag om presstöd.

## Ordet
Liknande ord förekommer också i andra språk: Demokratur (tyska), democradura eller dictablanda (spanska), democratura (italienska), démocrature eller dictocracy (franska). Motsvarande engelska ord är democratorship, som leds av en democrator. Uttrycket används ofta av företrädare för ytterlighetspartier till vänster och höger i Europa, som menar att endast partier med mer eller mindre liknande åsikter har politiskt inflytande. Det engelska ordet har använts både för att beskriva det moderna amerikanska systemet, och för att beskriva före detta sovjetrepubliker. Även den uruguayanska författaren Eduardo Galeano använder begreppet i sina skrifter, liksom amerikanska statsvetare Guillermo O'Donnell och Philippe Schmitter. 

### Herbert Marcuse
I One-Dimensional Man: Studies in the Ideology of Advanced Industrial Society beskriver Herbert Marcuse sin kritik av både den västerländska kapitalismen och den sovjetiska kommunismen. Han menar att människornas behov och upplevelser delvis är skapade. Genom att göra människorna endimensionella förmår man dem att acceptera samhället som det är och inte göra uppror. Makt koncentreras till en elit, som inte ifrågasätts eftersom den inte som forna tiders despoter märks lika tydligt. Styrningen sker på nya sätt. Boken betraktas som en del av Frankfurtskolan.

## Skenbar  demokrati
Demokratur betecknar ett samhälle som till ytan är en demokrati, men som i praktiken saknar en reell och vidare omfattande yttrandefrihet, som saknar en möjlighet för dissiderande politiska grupper att föra sin talan på lika villkor, som saknar ett fullt ut rättssäkert rättsväsende (där lagar och regler tillämpas och appliceras olika beroende på vilket politiskt läger eller annat godtyckligt kollektiv man tillhör), där man riskerar att bli av med sitt jobb för sina åsikters skull, där man som dissiderande grupp riskerar att bli utsatt för politiskt våld av politiska motståndare (och där staten ser mellan fingrarna med detta). Ytterligare ett kännetecken för en demokratur är när lagarna som finns inte efterlevs (av staten själv).